# Combined Task Force 151
Combined Task Force 151 (kratica: CTF-151) je mednarodna pomorska enota, ki je bila ustvarjena, da prepreči piratske napade na ladijske poti ob obali Somalije.
Trenutni poveljnik enote je Lee Beom-rim, kontraadmiral Vojne mornarice Republike Koreje.

## Zgodovina
CTF-151 je bila ustanovljena januarja 2009 pod okriljem Kombiniranih pomorskih sil, da bi zagotovili nemoteno delovanje trgovskih mornaric pri obali Somalije.

## Poveljstvo
| Poveljnik                         | Vojna mornarica                    | Mandat                        |
| Kontraadmiral Terence E. McKnight | Vojna mornarica ZDA                | 8. januar 2009 - ?            |
| Kontraadmiral Michelle J. Howard  | Vojna mornarica ZDA                | 5. april 2009 - ?             |
| Kontraadmiral Caner Bener         | Turška vojna mornarica             | 3. maj 2009 - 13. avgust 2009 |
| Kontraadmiral Scott E. Sanders    | Vojna mornarica ZDA                | 13. avgust 2009 - januar 2010 |
| Kontraadmiral Bernard Miranda     | Vojna mornarica Republike Singapur | januar - april 2010           |
| Kontraadmiral Lee Beom-rim        | Vojna mornarica Republike Koreje   | april 2010 - danes            |